# Baidyapur

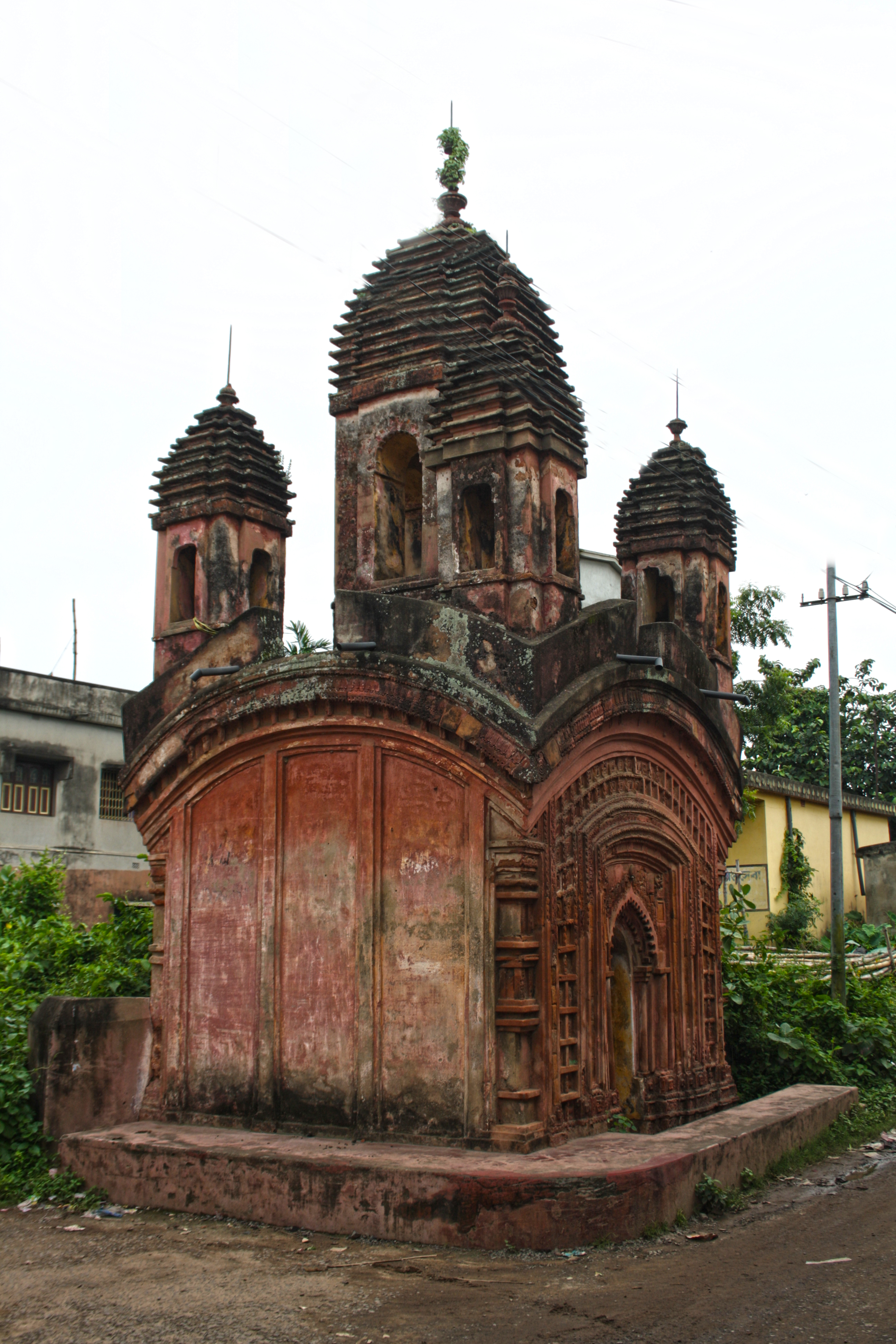
Baidyapur – Pancharatna-Tempel

Baidyapur (bengalisch বৈদ্যপুর) ist ein Ort mit etwa 4500 Einwohnern im ostindischen Bundesstaat Westbengalen. Der Ort ist bedeutsam wegen zweier Bengalischer Tempel aus dem 16. und 17. Jahrhundert.

## Lage
Baidyapur liegt an einem kleinen Nebenfluss des Hugli etwa 13 km (Fahrtstrecke) südwestlich von Kalna in einer Höhe von etwa 12 m. Der Ort verfügt über mehrere Teiche.

## Bevölkerung
Die Bevölkerung des Ortes besteht größtenteils aus Hindus. Der männliche und der weibliche Bevölkerungsanteil sind in etwa gleich hoch.

## Wirtschaft
Die früher zur Selbstversorgung betriebene Feldwirtschaft bildet immer noch die Grundlage des wirtschaftlichen Leben des Ortes; Viehzucht spielt kaum eine Rolle.

## Sehenswürdigkeiten
- Der im Jahr 1550 vom Lokalfürsten Subhananda Pal gestiftete Jora-Deul-Tempel besteht aus zwei ehemals getrennt erbauten, später jedoch vereinten „Turmtempeln“ (deuls) aus unverputzten Ziegelsteinen. Über den Portalen und auch seitlich davon finden sich ornamentierte Ziegelplatten mit verschiedenen vegetabilischen Motiven; aber auch Kampfszenen ohne Pferde sind zu sehen.
- Der Pancharatna-Tempel ist ein kleinerer, aber von 5 Türmchen (ratnas) überhöhter Tempelbau. Die für bengalische Tempel so typischen, aber funktionslosen Türmchen scheinen sich aus den Chhatris muslimischer Grabbauten entwickelt zu haben. Das Hauptdach ist gekrümmt und in den Ecken heruntergezogen. Die Fassadenseite ist reich dekoriert.
- Der Aat chala temple ist ein eher schlichter Bau mit einem zweigeschossigen Dachaufbau mit insgesamt acht Dachflächen (aat = „acht“; chala = „Schale“, „Fläche“)

## Terracotta-Reliefs am Jora-Deul-Tempel

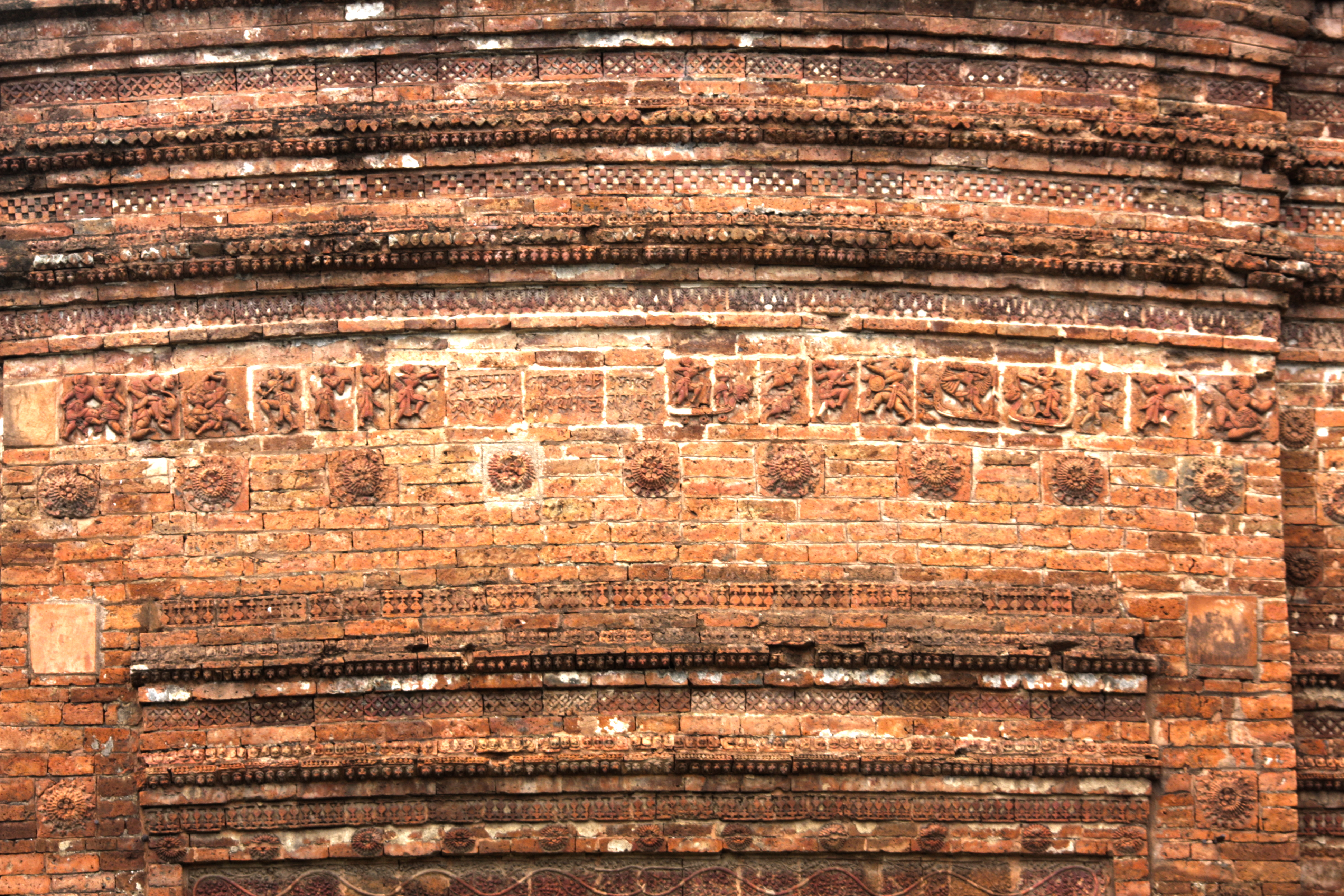
Terracotta-Reliefs
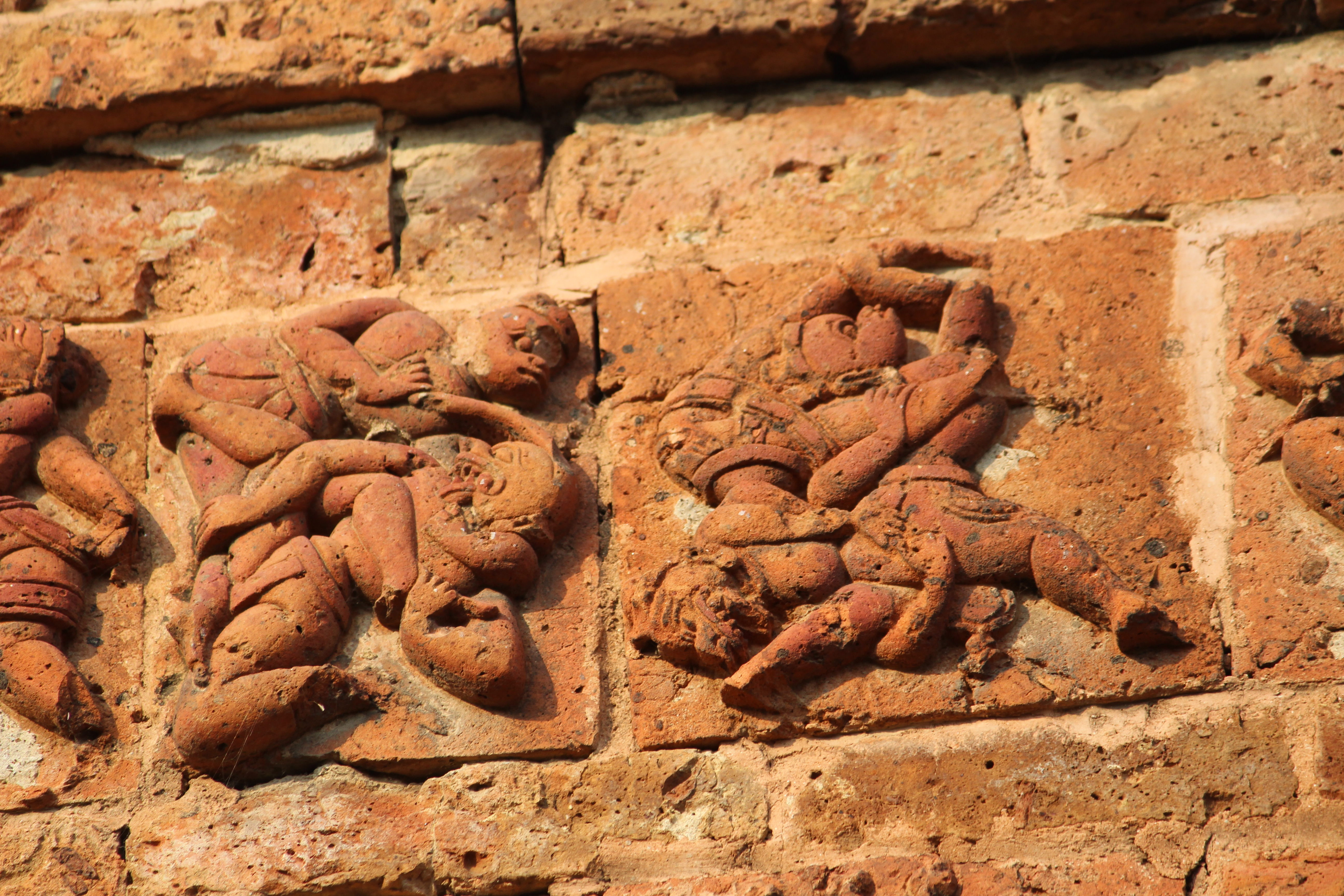
Kampfszenen
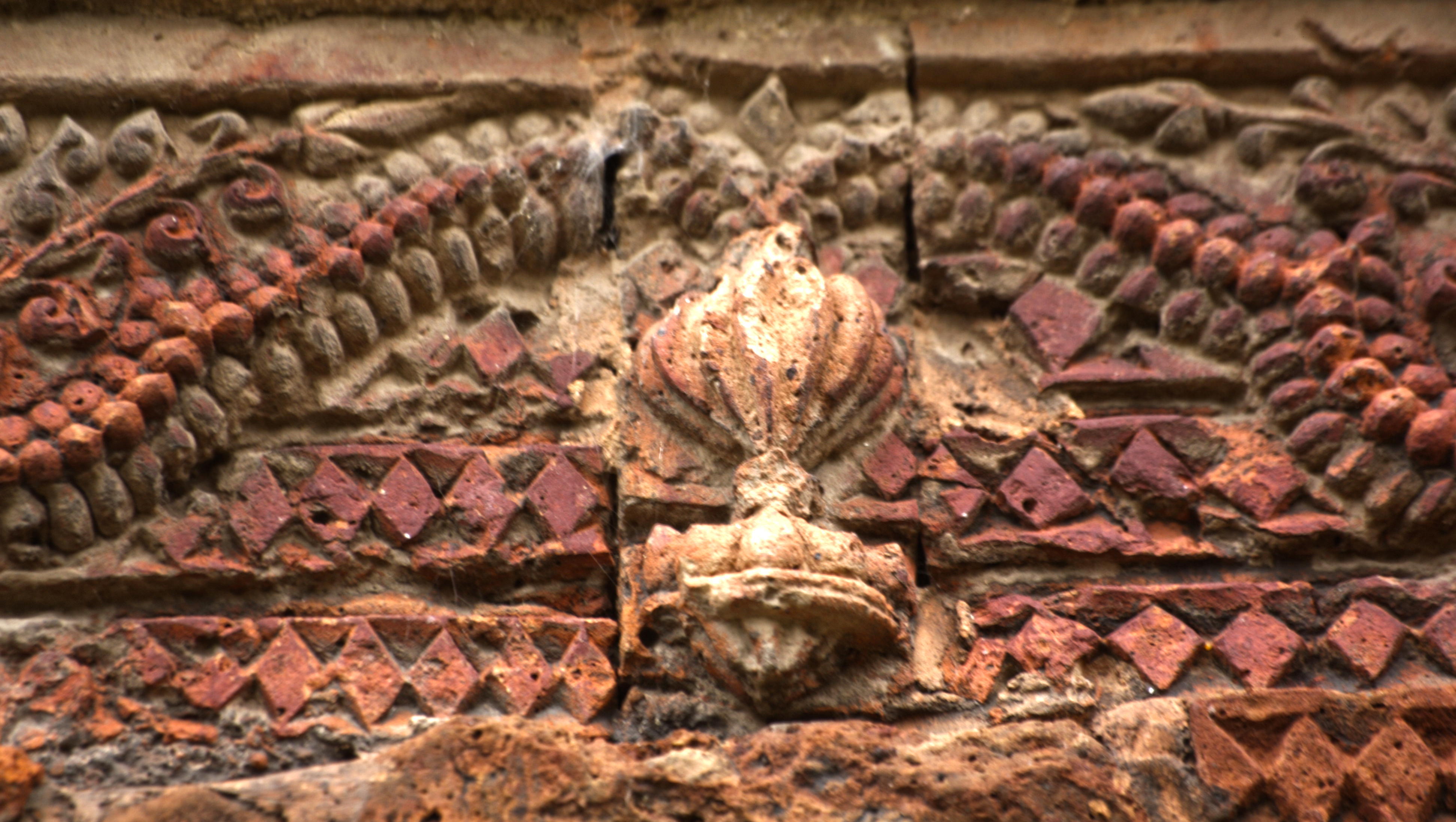
Vasendekor
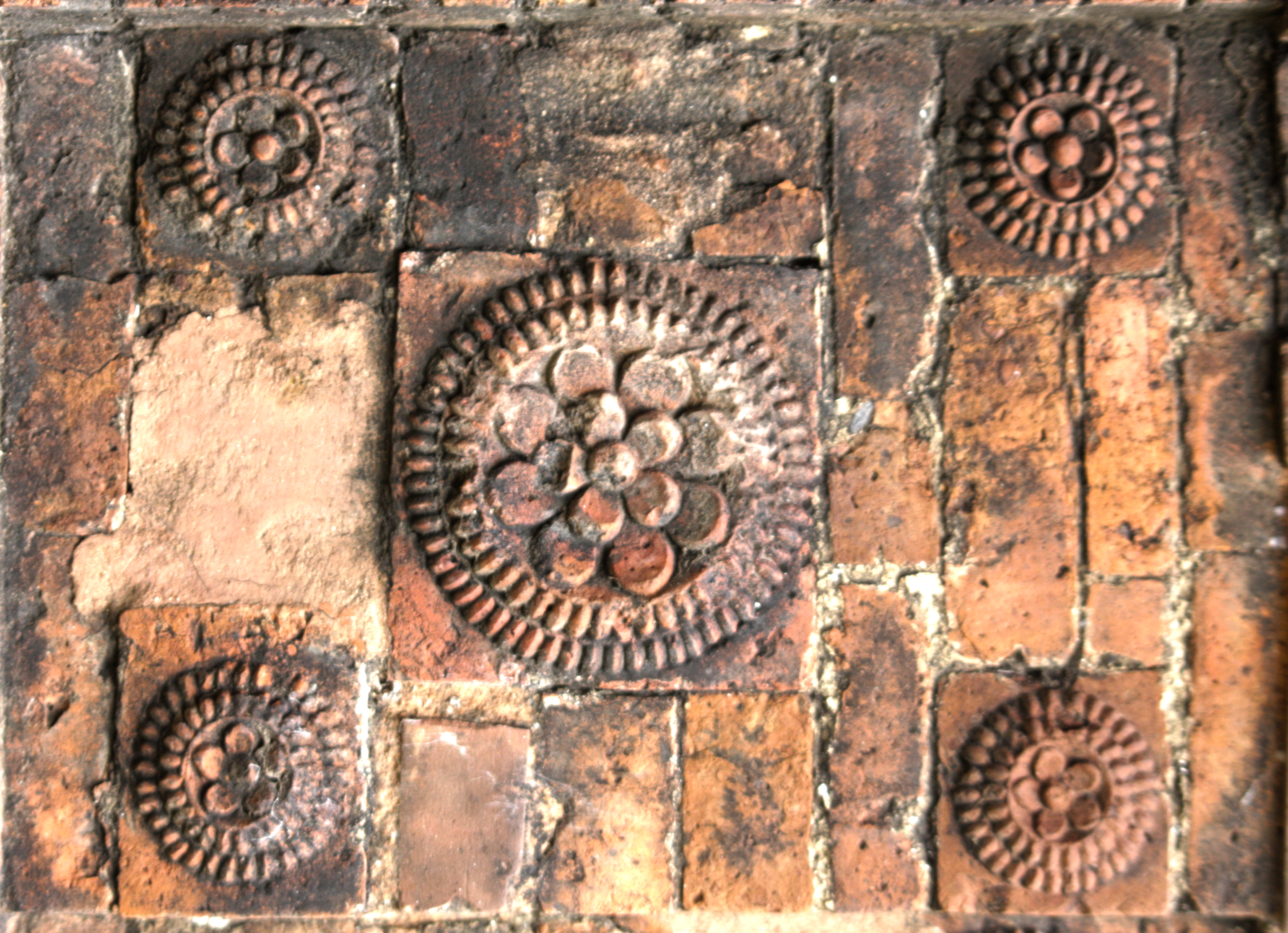
Rosetten